# Trichodischia soror
Trichodischia soror är en tvåvingeart som beskrevs av Jacques-Marie-Frangile Bigot 1885. Trichodischia soror ingår i släktet Trichodischia och familjen parasitflugor. Inga underarter finns listade i Catalogue of Life.